# 165-я стрелковая дивизия (1-го формирования)
165-я стрелковая дивизия 1-го формирования (165 сд) — воинское соединение Вооружённых сил СССР, принимавшее участие в Великой Отечественной войне.
Боевой период: 14 июля 1941 — 27 декабря 1941 (фактически сентябрь 1941).

## История
165-я стрелковая дивизия была сформирована согласно приказу Народного Комиссариата обороны СССР от 8 июля 1940 года в Орджоникидзе.
12 июля 165 сд находилась в процессе выгрузки в Броварах после передислокации из Северо-Кавказского военного округа на Украину. На следующий день она получила приказ командующего Юго-Западным фронтом, согласно которому должна была обеспечить оборону переправ через Днепр, для чего ей предписывалось сосредоточиться в районе Софиевка — Глыбокое. Штаб дивизии должен был расположиться в Воронкове.
17 июля части 64-го стрелкового корпуса, которому подчинялась 165 сд, получили приказ начать наступление с целью уничтожить мотопехоту противника, действующую в районе Жерновки, Плесецкого и Мостищ. 165 сд должна была наступать во втором эшелоне и, выйдя к исходу 18 июля в район Фастова, занять оборону на левом фланге корпуса. Её 562 сп назначался в резерв командира корпуса.
19 июля 165 сд, находясь в движении на Фастов, прошла Мытницу. 22 числа она вела бой на рубеже Большая Снетинка — Клеховка — Винницкие Ставы.
25 июля был отдан приказ на продолжение наступления. 165 сд с приданными ей средствами усиления, без 560 сп, должна была наступать в направлении Марьяновки и Гребёнок и к исходу дня выйти на фронт Винницкие Ставы — Гребёнки. Однако наступление было остановлено контратаками противника, и 165 сд заняла оборону на фронте Большая Снетинка — Марьяновка.
26 июля она двумя полками обороняла участок Клеховка — Марьяновка — Ксаверовка. Её третий полк наступал в районе Пинчуков. В 14.30 противник повёл наступление на юго-западную окраину Марьяновки, но был отбит ружейно-пулемётным и артиллерийским огнём.
30 июля против частей корпуса и правого фланга 26-й армии началось наступление 75-й, 44-й, 71-й и 95-й пехотных дивизий немцев. Им удалось оторвать левый фланг 64 ск от 26-й армии. В ночь на 31 июля части 64 ск под напором четырёх немецких дивизий, поддерживаемых авиацией, понеся большие потери, отошли на частично подготовленный рубеж. 165 сд с наступлением на неё противника начала отход с занимаемых позиций, утратив связь со штабом корпуса и «допустив хаос в тылах». К исходу дня дивизия приостановила отход и закрепилась на рубеже р. Сгущи.
Командующий Юго-Западного направления С. Будённый в приказе № 034/оп от 1 августа 1941 года отмечал: «Уже продолжительное время 64 стрелковый корпус показывает низкую боеспособность. Обе дивизии этого корпуса и особенно 165 при первом появлении противника оставляют поле боя. 31 июля 165 дивизия вновь не выполнила боевой задачи и отошла на линию Васильков».
В течение 1 августа части корпуса сдерживали наступление противника, 165 же дивизия, оказывая лишь незначительное сопротивление, самовольно отошла в северном и северо-восточном направлениях. Остановить бегство и привести дивизию в порядок удалось в районе Хотова, для чего применялись самые жёсткие меры, вплоть до расстрела. В результате отхода дивизии с утра 3 августа небольшие отряды немцев проникли за передний край Киевского УРа, но были отброшены.
3 августа 165-я стрелковая дивизия у Жуковки была выведена на восточный берег Днепра, где заняла оборону на рубеже Бортничи — Процев. По состоянию на 6 сентября 165 сд продолжала оборонять днепровский берег на указанном рубеже.
15 сентября подвижные соединения 1-й и 2-й танковых групп противника соединились в районе Лохвицы, завершив окружение значительной части войск ЮЗФ. 37-я армия, в которую на этот момент входила 165 сд, вместе с 5-я, 21-я, 26-я армиями оказалась в котле. Вместе с другими частями 37-й армии 165 сд начала 17 сентября отступление на восток, стремясь вырваться из кольца. Войска двигались в общем направлении на Яготин и Пирятин. В двадцатых числах сентября немцам удалось ликвидировать котёл. 165-я стрелковая дивизия полностью погибла в окружении, было утрачено знамя и штабные документы. 27 сентября под Березанью в плен попал и командир дивизии И. В. Захаревич.
В декабре 1941 года дивизия была расформирована как погибшая.

## Состав
- 562-й стрелковый полк
- 641-й стрелковый полк
- 751-й стрелковый полк
- 608-й артиллерийский полк
- 199-й отдельный истребительно-противотанковый дивизион
- 451-й отдельный зенитный артиллерийский дивизион
- 199-й разведывательный батальон
- 206-й сапёрный батальон
- 305-й отдельный батальон связи
- 164-й медико-санитарный батальон
- 153-я отдельная рота химзащиты
- 199-й автотранспортный батальон
- 155-я полевая почтовая станция
- 41-я полевая касса Госбанка

## Подчинение
| Дата       | Фронт (округ)                   | Армия      | Корпус                 |
| ---------- | ------------------------------- | ---------- | ---------------------- |
| 22.06.1941 | Северо-Кавказский военный округ | -          | 64-й стрелковый корпус |
| 01.07.1941 | Северо-Кавказский военный округ | -          | 64-й стрелковый корпус |
| 10.07.1941 | Юго-Западный фронт              | -          | 64-й стрелковый корпус |
| 01.08.1941 | Юго-Западный фронт              | -          | -                      |
| 01.09.1941 | Юго-Западный фронт              | 37-я армия | -                      |

## Командиры дивизии
- Захаревич Иван Васильевич (16.07.1940 — 15.09.1941), полковник